# Milicja Ludowa
Milicja Ludowa – formacja policyjna w Polsce funkcjonująca od 5 grudnia 1918 do 24 lipca 1919, powstała na bazie Milicji Ludowej PPS.

## Historia Milicji Ludowej
Milicja Ludowa powstała w listopadzie 1918 roku w oparciu o członków Pogotowia Bojowego PPS, Polskiej Organizacji Wojskowej i PSL „Wyzwolenia” a 5 grudnia 1918 dekretem Tymczasowego Naczelnika Państwa Józefa Piłsudskiego oraz Tymczasowego Rządu Republiki Ludowej Jędrzeja Moraczewskiego, Przepisy o organizacji Milicji Ludowej została uznana za formację policyjną.
Milicja Ludowa zgodnie z dekretem była formacją o charakterze wojskowym podległą Ministrowi Spraw Wewnętrznych. Zgodnie z postanowieniami dekretu, Milicję Ludową powołano:

Dla ochrony i zapewnienia spokoju i bezpieczeństwa ludności miast i wsi oraz walki z wszelkimi przejawami bezładu społecznego, dla przeprowadzenia zarządzeń Władz Państwowych.

Kierowanie Milicją Ludową należało do Komendy Głównej wyznaczonej przez Ministrowi Spraw Wewnętrznych w porozumieniu z Naczelnym Dowództwem. Struktura miała oprzeć się na okręgach dostosowanych do podziału administracyjnego. Na czele okręgów mieli stać komendanci okręgowi wyznaczeni przez Komendę Główną. Natomiast komendanci okręgowi w porozumieniu z komisarzami rządowymi mieli wyznaczać komendantów powiatowych. Zgodnie z dekretem rozwiązano jednocześnie wszystkie ochotnicze formacje straży, obron i milicji obywatelskich, z wyjątkiem milicji i policji samorządowych.
16 grudnia 1918 Minister Spraw Wewnętrznych Stanisław Thugutt wydał rozporządzenie wykonawcze, którym zorganizowanie Milicji Ludowej powierzył Komendantowi Głównemu oraz przypomniał o obowiązku rozwiązania się formacji ochotniczych w tym złożeniu broni, zgodnie z poleceniami Komendanta Głównego.

Komendantem Głównym Milicji Ludowej mianowano kpt. Ignacego Boernera. Wraz z rozporządzeniem ministra spraw wewnętrznych opublikowano odezwę Komendanta Głównego, w której ogłosił:

przełomowej chwili dziejowej żywioły nieodpowiedzialne usiłują wywołać i u nas anarchję i zamęt. Paskarstwo, bandytyzm, lichwa mieszkaniowa itp objawy zwyrodnienia moralnego i społecznego coraz więcej się szerzą.Walka bezwzględna z temi objawami będzie naczelnem zadaniem Milicji Ludowej. Ciężkie i odpowiedzialne zadanie polecono mi spełnić! Mam stworzyć siłę, która ma zapewnić Ojczyźnie ład i porządek. Zadanie ponad siły, jeżeli koło mnie nie zszeregują się ludzie silni, którzy dobro Ojczyzny stawiają ponad życie. Do walki z wewnętrznym wrogiem Republiki Polskiej wzywam Was!

 Odezwa określała ponadto, iż członkami Milicji Ludowej mogą być ochotnicy:
- mający od 20 do 30 lat nieżonaci, umiejący czytać i pisać;
- posiadający poręczenie kilku (co najmniej dwóch) poważnych i znanych obywateli, względnie miarodajnej instytucji społecznej;

Służba w Milicji Ludowej miała trwać do czasu określenia jej terminu przez Sejm Ustawodawczy.
Milicja Ludowa uznawana była, przez przeciwników rządu Moraczewskiego, za organizację lewicową, opanowaną przez PPS. Powodowało to konflikty z niektórymi oddziałami wojska i żandarmerii. M.in. do starć pomiędzy Milicją Ludową a wojskiem doszło w Kozłowie, w grudniu 1918 r., gdzie Milicja wsparła strajkujących robotników rolnych, zaś właściciele ziemscy wezwali wojsko. W wyniku starć zginęło 8 robotników, kilkadziesiąt osób w tym trzech ułanów zostało rannych.
Do dużych starć doszło po zamachu Januszajtisa 6 stycznia 1919 na rząd Jędrzeja Moraczewskiego. Oddziały Milicji Ludowej w Radomiu, zaatakowały oddziały II batalionu 26 pułku piechoty oraz 24 pułku piechoty, chcąc je rozbroić i uprzedzić ich wystąpienia. Doszło do całonocnych starć. W wyniku negocjacji z udziałem płk. Norwid-Neugebauera i Mariana Malinowskiego z PPS doszło do uspokojenia sytuacji. Do starć doszło również 5 i 6 stycznia w Żyrardowie, zaś 11 stycznia w Lublinie.
7 lutego 1919 rząd Ignacego Paderewskiego dokonał zmiany dekretu o Milicji Ludowej, wprowadzając nowe wymogi dla milicjantów: 
- wiek 25 i więcej lat;
- należyte uzdolnienie;
- nieskazitelność obywatelska;
- zdrowie fizyczne;
- poprawna znajomość języka polskiego w słowie i piśmie.

Ponadto wprowadzono dwumiesięczny okres kandydacki; uznano, że służba trwa co najmniej dwa lata. Ponadto określono, że do funkcjonariuszy milicji stosuje się wojskowe przepisy o karach dyscyplinarnych oraz wojskowa procedura karna.
W marcu 1919 gdy doszło w Zagłębiu Dąbrowskim do strajku generalnego, wojsko rozbroiło, a następnie internowało kompanie sosnowiecką i dąbrowską Milicji Ludowej. Aresztowano również oficerów, m.in. Bolesława Sarankiewicza. Sprawa ta była przedmiotem licznych interpelacji oraz wyjaśnień rządu.
W marcu 1919 ówczesny minister spraw wewnętrznych Stanisław Wojciechowski nakazał podporządkowanie Milicji Ludowej lokalnym komisarzom rządowym. Od kwietnia 1919 rozpoczęto przygotowania do utworzenia jednolitej formacji policyjnej. Jednocześnie postanowiono wcielić bataliony Milicji do oddziałów wojskowych. Pierwszy batalion z Warszawy, został sformowany w kwietniu 1919 i skierowany na front jako III batalion białostockiego pułku strzelców Dywizji Litewsko-Białoruskiej. Następnie utworzono siedem kolejnych batalionów do służby etapowej. Wszystkie bataliony miały otrzymać nazwę „IV batalionu etapowego” z uzupełnieniem nazwy miejscowości. Bataliony miały odbywać służbę wartowniczą w garnizonach i chronić linie kolejowe na zapleczu frontu.
W czerwcu 1919, w Pińsku, doszło do buntu dwóch kompanii żołnierzy V Batalionu Milicji Ludowej, dowodzonego przez por. Stefana Lelek-Sowę, którzy na rozkaz gen. Antoniego Listowskiego mieli natychmiast wyruszyć na pierwszą linię frontu. Próba kilkudniowego wstrzymania wykonania rozkazu, argumentowana brakiem amunicji, zaprowiantowania, zaplecza oraz braku wyszkolenia liniowego celem przygotowania się do działań, spotkała się z odmową. Spowodowało to protest żołnierzy Milicji, a w konsekwencji zostali rozbrojeni i internowani. Bataliony zostały ostatecznie do 1 lipca 1919 wcielone do poszczególnych pułków piechoty. Istotnym problemem udziału Milicji w działaniach frontowych był brak uzbrojenia i wyposażenia, niechęć dowódców traktujących Milicję jako „bolszewików”, nieuregulowanie awansów oficerskich w Milicji.
Wydarzenia z Pińska przyspieszyły likwidację Milicji Ludowej już w czerwcu 1919. Milicja Ludowa została formalnie rozwiązana ustawą z dnia 24 lipca 1919 o policji państwowej.

## Struktura Milicji Ludowej

### Komenda Główna
- Komendant Główny – kpt. Ignacy Boerner; (od 11 kwietnia do października 1919 r[9]. postanowieniem Naczelnika Państwa komendantem głównym Milicji Ludowej i Policji Komunalnej[10] został kpt. Kazimierz Młodzianowski[11]
- Szef Sztabu – ppor. Stanisław Jarecki;
- zastępca szefa sztabu – ppor. Tadeusz Jaroszewicz;
- Inspektor główny – ppor. Józef Korczak;
- Wydział I (służby czynnej)
- Wydział II (rezerw) – por. Tadeusz Herfurt;
- Wydział III (informacyjno-wywiadowczy) – por. Sylwester Wojewódzki (później został zastępcą szefa sztabu); por. Tadeusz Klusiński;
- Wydział IV (administracyjny) – por. Julian Suski;
- Służba łączności
- Inspektorat techniczny

### Okręgi Milicji Ludowej
- Okręg I Warszawski – por. Julian Kulski
- Okręg II siedlecki – por. Bronisław Galbasz
- Okręg III lubelski – por Władysław Chmielewski;
- Okręg IV radomski – Józef Grzecznarowski; por. Tadeusz Puszczyński (od stycznia 1919 r.); por. Andrzej Hałaciński
- Okręg V kielecki – ppor. Leon Prybe
- Okręg VI częstochowski – Bolesław Sarankiewicz
- Okręg VII łódzki – chor. Władysław Konopczyński
- Okręg VIII płocki – ppor. Stanisław Tyrankiewicz
- Okręg IX kaliski – por. Bolesław Ostrowski
- Okręg X suwalski – Apolinary Kochański
- Okręg Zagłębie Dąbrowskie – Maksymilian Szyprowski

### Zmobilizowane Bataliony Milicji Ludowej
- I warszawski batalion Milicji Ludowej - dowódca pchor. Stanisław Madeyski, następnie ppor. Stanisław Jarecki
- II krakowski batalion Milicji Ludowej - dowódca por. Andrzej Hałaciński
- III łódzki batalion Minicji Ludowej - dowódca por. Julian Kulski (IV Łódzki Batalion Etapowy)
- IV lwowski batalion Milicji Ludowej - dowódca ppor. Józef Królikowski - Muszkiet (IV Lwowski Batalion Etapowy)
- V kielecki batalion Milicji Ludowej - dowódca por. Stefan Lelek Sowa
- VI lubelski batalion Milicji Ludowej - dowódca por. Marian Jasiński (IV Lubelski Batalion Etapowy)

### Liczebność
Milicja Ludowa liczyła w marcu 1919 r. ok. 23 000 osób. Oddziały zgrupowane były w bataliony i kompanie. W każdy okręgu znajdował się jeden batalion liczący ok. 760 ludzi. Łącznie było 15 batalionów Milicji Ludowej w 11 okręgach (w Warszawskim były trzy bataliony, zaś w radomskim dwa); Ponadto w 62 obwodach było po jednej kompanii liczącej ok. 160 ludzi. Ponadto istniały komendy obwodowe, okręgowe, komenda główna oraz trzy szkoły podoficerskie w Częstochowie, Kozienicach oraz Warszawie (tam też zorganizowano szkołę podchorążych). Ponadto szacuje się, że w rezerwach Milicji znajdowało się ok. 12 tys. osób.

### Hierarchia i umundurowanie
W Milicji Ludowej istniały trzy stopnie bez rang: szeregowiec, podoficer i oficer z określeniem funkcji. Szeregowiec nosił jeden pasek czerwony na kołnierzu; podoficer czerwony kąt na kołnierzu; oficer czerwoną błyskawicę na kołnierzu. Ponadto podoficerowie i oficerowie nosili czerwone sznury.
Milicja w większości umundurowana była w mundury z czarnego sukna, oraz czapki maciejówki. Na czapce z orzełkiem bez korony były emaliowane czerwone inicjały „ML”. Oficerowie oddelegowani z wojska nosili mundury wojskowe.